# Kim Mehmeti
Kim Mehmeti (ur. 10 grudnia 1955 we wsi Grčec) – jugosłowiański i północnomacedoński pisarz i publicysta.

## Życiorys
Pracuje w albańskojęzycznym dzienniku „Flaka” i jako redaktor magazynu kulturalnego „Jehona”. Obecnie pracuje jako redaktor odpowiedzialny w stacji TV Top-Channel.
Jako pisarz zadebiutował w latach 90. Jest autorem ośmiu powieści, wydanych początkowo w Kosowie i Macedonii. Mehmeti pisze także po macedońsku i tłumaczy z języka macedońskiego na albański. W 1997 opracował antologię opowiadań albańskich. W 2001 był jednym z założycieli albańskojęzycznego tygodnika kulturalnego LOBI, wydawanego w Macedonii.
Za książkę Fati i Fatushes został wyróżniony w 1994 albańską nagrodą państwową.

## Dzieła
- 1990: Shtatë netë dënesje
- 1994: Fati i Fatushes (Los Fatushy)
- 1997: Lulehëna (Słonecznik)
- 1998: Fshati i fëmijve të mallkuar (Wieś przeklętych dzieci)
- 2003: Fshat pa varreza (Wieś bez cmentarza)
- 2004: Ritet e Nishanes
- 2007: Fara e bimes se keqe (publicystyka)
- 2009: Kulla dykatëshe